# Saint-Paul-d’Espis
Saint-Paul-d’Espis – miejscowość i gmina we Francji, w regionie Oksytania, w departamencie Tarn i Garonna.
Według danych na rok 1990 gminę zamieszkiwało 645 osób, a gęstość zaludnienia wynosiła 25 osób/km² (wśród 3020 gmin regionu Midi-Pireneje Saint-Paul-d’Espis plasuje się na 496. miejscu pod względem liczby ludności, natomiast pod względem powierzchni na miejscu 392.).